# 群馬県立農林大学校
群馬県立農林大学校（ぐんまけんのうりんだいがっこう、英語:Gunma Prefectural Institute of Agriculture and Forestry）とは、群馬県高崎市にある県立専修学校。1983年に設置された。略称は農林大（のうりんだい）。

## 部・学科
- 農林部
  - 農業経営学科
    - 野菜コース
    - 花き・果樹コース
    - 酪農肉牛コース
    - 社会人コース
    - 高度専門コース

  - 農林業ビジネス学科
    - 農業コース
    - 森林コース

- 研修部
  - 農業関係者向け研修「ぐんま農業実践学校」
  - 農業機械研修
  - 一般県民向け研修

## 沿革
- 1982年 - 群馬県立農林大学校の設置及び管理に関する条例制定

## 特色
農林部は農業経営学科の5コース、農林業ビジネス学科の２コースで構成されている。
農業経営学科は、農業経営者として必要となる栽培技術、経営管理能力の習得を目指した学習内容となり、
農林業ビジネス学科は、農林業の技術者、指導者等として関係団体、関連産業への就職を目指した学習内容となる。

農林部を卒業すると専門士の称号が付与される。卒業後に公務員に採用された場合は人事院規則で短期大学卒業と同等の扱いとなる。また、4年制大学の3年次への編入が可能となる。